# Rosaleen Norton
Pour les articles homonymes, voir Norton.
Rosaleen Norton,  née le 2 octobre 1917 à Dunedin (Nouvelle-Zélande) et morte le 5 décembre 1979 à Sydney (Australie), est une artiste et occultiste australienne. Elle a vécu la plus grande partie de sa vie dans le quartier bohème de Kings Cross, à Sydney. Dans sa pratique artistique, elle a été influencée par Aleister Crowley et la Wicca. Les thèmes qu'elle explore sont proches de ceux d'Austin Osman Spare : dieux païens, démons, vampires, parfois impliqués dans des actes sexuels.
Ses expositions et livres ont souvent été censurés, et elle a souvent été poursuivie pour obscénité publique. La réalisatrice Sonia Bible réalise en 2020 un documentaire sur sa vie : The Witch of Kings Cross.

## Biographie

### Enfance
Rosaleen Norton, naît à Dunedin en Nouvelle-Zélande en 1917. Elle vient d'une famille aux croyances religieuses profondes. Sa créativité et son imagination se confrontent tôt aux valeurs chrétiennes rigides inculquées durant son enfance. Elle a souvent des conflits avec sa mère, et son père, marin de profession, est fréquemment absent.
Souhaitant être autonome[Quand ?], elle installe une tente dans le jardin familial où elle vit pendant trois ans, explorant l'ésotérisme et se rebellant contre des normes oppressives.  
À 8 ans, sa famille déménage dans la banlieue nord de Lindfield en 1925, Norton continue de se sentir oppressée par la culture conservatrice. À 14 ans, elle est renvoyée de son école pour filles de l'Église d'Angleterre à Chatswood en raison de ses dessins jugés « dépravés », dépeignant notamment des goules, vampires, et des sorcières. Le directeur de l'école perçoit ces œuvres comme une menace et susceptibles de « corrompre » les autres élèves.

#### Mariage
À l'âge de 17 ans, Rosaleen Norton épouse Beresford Conroy. Ensemble, ils voyagent en auto-stop le long de la côte australienne avant de retourner à Sydney pour se marier[Quoi ?]en 1940. Par la suite, Conroy rejoint les commandos et part combattre en Nouvelle-Guinée pendant la Seconde Guerre mondiale. Pendant ce temps, elle se retrouve contrainte de vivre dans une écurie. Elle initie une procédure de divorce, qui est finalisée en 1951. Durant leur union, le couple résidait au 46 Bayswater Road, Kings Cross, un lieu qui est aujourd'hui transformé en maison de retraite, Elizabeth Bay Lodge.

### Occultisme
Son intérêt pour l'occulte débute à la fin de son adolescence. Elle se lance dans l'étude du mysticisme, attirée par des voies spirituelles alternatives et l'ésotérisme, en réaction à la société patriarcale et rigide qui l'entoure.
Désirant s'éloigner de sa famille aux valeurs traditionnelles, Rosaleen Norton s'installe dans différents squats en périphérie de Sydney. Déjà avant ses 25 ans, elle explore des rituels occultes, apprend la pratique de sortilèges et utilise des substances psychoactives pour selon elle accéder à un autre niveau de conscience. Sa quête se porte ensuite vers la pratique de la magie sexuelle, inspirée des enseignements d'Aleister Crowley. La pratique de cette doctrine hétérodoxe comprend des rituels visant à transcender la réalité et impliquant des rapports sexuels avec plusieurs partenaires comme le Tantra.
Elle adhère à une forme de sorcellerie païenne dédiée à Pan, le dieu mythologique grec de la nature, à la fois homme et chèvre, connu pour ses liens avec les nymphes.

### Formation et carrière
Dans les années 1930, Rosaleen Norton fréquente l'East Sydney Technical College où elle étudie les beaux-arts. Elle reçoit alors l'enseignement et le soutien de Raynor Hoff, un sculpteur australien renommé, qui encourage son intérêt pour les croyances païennes à travers son art.
Durant cette période, au début de la Seconde Guerre mondiale, elle pourvoit à ses besoins en travaillant comme modèle pour des artistes, ainsi qu'en tant que rédactrice et illustratrice pour divers magazines culturels australiens. Ces publications connaissent un essor, notamment parce que l'importation de revues étrangères devient de plus en plus compliquée. Après ses études, elle est renvoyée de son poste de journaliste débutante au Smith's Weekly (en) en raison du caractère « trop controversé » de ses illustrations.
Elle quitte alors la maison familiale et essaie divers métiers : femme de ménage dans un hôpital, créatrice de jouets et serveuse. Elle fait également du mannequinat pour Norman Lindsay, qui la qualifie de « petite fille crasseuse dotée d'un grand talent ». C'est durant cette période qu'elle s'intéresse aux écrits sur la tradition ésotérique occidentale.

### Une exposition qui fait scandale
En 1949, la bibliothèque Rowden White de l'Université de Melbourne expose 46 peintures de Rosaleen Norton. Ces portraits surréalistes avec des titres tels que Le Sabbat des Sorcières, Merlin, Lucifer et L'Initié, représentent des divinités païennes et diffusent un érotisme étrange qui déplait au public.
L'exposition subit une descente de police et quatre œuvres d'art sont saisies et détruites, jugées obscènes et sataniques. Elle est inculpée en vertu de la loi sur les infractions policières de 1928.
Finalement, Rosaleen Norton gagne son procès en faisant valoir que son ouvrage précédemment publié et approuvé par les censeurs australiens, The History of Sexual Magic, contenait des éléments bien plus explicites que les images présentées à la bibliothèque Rowden White.
À la suite du procès, la presse commence à s'intéresser à la polémique, déclenchant une série de problèmes avec les médias et les titres sensationnalistes de la presse people.

### La sorcière de King Cross
À la mort de sa mère dans les années 1950, Rosaleen White quitte le domicile familial et s'installe à Darlinghurst près de Kings Cross, un quartier de Sydney réputé pour sa mauvaise réputation, un lieu bohème connu pour son quartier rouge. Ce secteur attire des artistes, écrivains et poètes, séduits par une plus grande liberté que celle offerte par la société sydnéenne plus conventionnelle, où la sorcellerie est considérée comme un acte illégal, une loi qui ne sera modifiée qu'en 1971.
Elle est accompagnée de son amant Gavin Greenlees, poète, et tous deux forment un cercle de sorcellerie s'adonnant à l'occultisme, au LSD, ainsi qu'à leur interprétation de la liberté sexuelle et d'un mode de vie avant-gardiste.
Rosaleen se démarque par sa personnalité et son style uniques. Ouvertement bisexuelle, elle adopte souvent des vêtements masculins et décore sa maison avec des symboles occultes.
Plusieurs cafés du quartier, tels que l'Arabian, l'Apollyon et le Kashmir, exposent certaines de ses œuvres d'art et elle devient bien connue à Kings Cross.
Son apparence, avec ses cheveux foncés et bouclés, sa garde-robe noire masculine agrémentée de bijoux ésotériques, lui confère un look gothique avant-gardiste. Dans l'atmosphère conservatrice de la fin des années 1940 et du début des années 1950, son style et son approche de la vie vont à l'encontre des normes traditionnelles, surtout en ce qui concerne les rôles familiaux et domestiques attendus des femmes.

### Diabolisée par la presse
À mesure que Rosaleen Norton développe son art et ses rituels magiques, suscitant une désapprobation croissante du public envers ses créations, les médias populaires comme The Sun, People et The Australasian Post multiplient les articles sensationnels à propos d'elle.
Rosaleen Norton tente de tirer parti de l'attention médiatique pour communiquer ses convictions panthéistes au public. Elle apparaît une fois coiffée d'un grand chapeau noir pointu, portant un chat et un balai. Elle affirme être née sorcière pendant un orage à 4h30 du matin, son nom occulte est Thorn et qu'elle a des oreilles pointues, des marques bleues sur son genoux gauche et un fil de chair qui pend sur son corps.
Cette tentative se retourne contre elle. La presse préfère publier des histoires de sacrifices d'animaux, qu'elle nie vigoureusement et auxquels elle est farouchement opposée et de cultes diaboliques.
Elle devient une célébrité locale, attirant les touristes à King's Cross souhaitant rencontrer une sorcière qui a rédigé une confession complète, une première depuis des siècles.

### Ciblée par la police

#### The Art of Rosaleen Norton
En 1951, Rosaleen Norton et Gavin Greenlees sont arrêtés pour vagabondage, un chef d'inculpation fréquent à l'époque pour les personnes sans emploi. Lorsqu'ils comparaissent devant le tribunal, ils évitent de justesse les poursuites grâce à Walter Glover, un éditeur. Il leur propose des postes d'assistants et, après avoir découvert la poésie de Greenlees et l'art de Norton, décide de publier leurs travaux dans un volume commun.
The Art of Rosaleen Norton sort en 1952, avec notamment la fameuse peinture Fohat, représentant le démon homonyme doté d'un pénis serpentin. Glover se retrouve accusé de publication d'œuvre obscène.
Deux images du livre, Fohat et The Adversary, sont déclarées indécentes selon la loi australienne, menant à leur suppression du livre. Aux États-Unis, des exemplaires de l'ouvrage sont détruits par les douanes.

#### 1955: sa réputation s'aggrave
En 1955, une adolescente vagabonde souffrant de troubles mentaux, Anna Hoffman, insulte un policier et est inculpée. Lors de son procès, elle affirme que sa vie s'est effondrée après avoir participé à une messe noire satanique organisée par Rosaleen Norton, une allégation rapidement reprise par les tabloïds sensationnalistes. Rosaleen Norton, qui ne se considère pas comme une sataniste mais plutôt comme une païenne, nie ces affirmations. Hoffman admet plus tard avoir inventé ces accusations.
Face à cette hostilité croissante contre son travail, la police agit à nouveau contre elle. La même année, elle parvient à intenter un procès au propriétaire d'un restaurant local, le Kashmir, pour avoir exposé ses œuvres en public.
La police effectue également une descente au domicile de Norton et Greenlees, les accusant de s'être livrés à « un acte sexuel contre nature », basé sur une photographie de Greenlees en tenue rituelle flagellant les fesses de Norton. Il est plus tard révélé que ces photos ont été prises pendant la fête d'anniversaire de Norton et volées par deux membres de leur communauté, Francis Honer et Raymond Ager, qui envisageaient de les vendre au journal The Sun pour 200 livres sterling.

### Mort

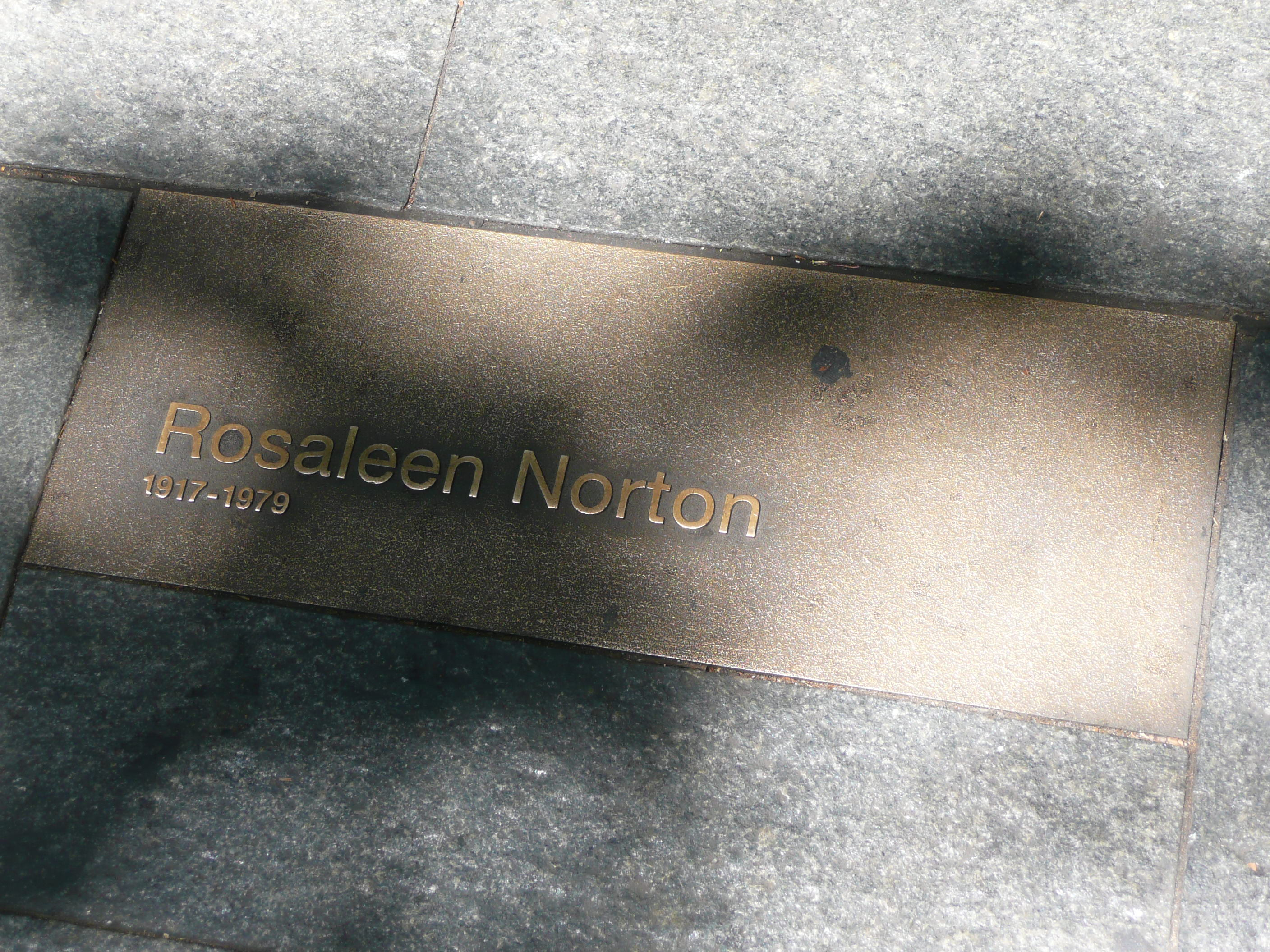
Plaque à la mémoire de Rosaleen Norton à Sydney.

Rosaleen Norton décède d'un cancer le 5 décembre 1979,

## Hommages et postérité
La réalisatrice Sonia Bible réalise un documentaire sur son parcours en 2020 intitulé The Witch of Kings Cross.
Produit avec un budget minimal, largement soutenu par le financement participatif et par ses propres moyens, ce documentaire est le fruit d'une passion. La réalisatrice a pu contacter d'anciens contemporains de Norton avant leur disparition, et a obtenu des journaux intimes et des œuvres d'art détenus par des collectionneurs privés. Elle combine des documents d'époque avec des reconstitutions dramatisées, où Norton est incarnée par Kate Elizabeth Laxton.